# Liste des Parkways dans l'État de New York
La majorité des parkways dans l'État de New York font partie d'un réseau de parkways à l'échelle de l'État opérés par plusieurs agences publiques et privées mais entretenues pour la plupart par le New York State Department of Transportation (NYSDOT). Les routes de ce réseau ont été parmi les premières voies rapides construites. Celles-ci n'étaient pas divisées et n'autorisaient pas d'entrées vers des résidences ou des commerces, mais avaient des intersections avec certaines des rues rencontrées. Un court segment de la Long Island Motor Parkway a été le premier à être construit en voie rapide éliminant les intersections en les remplaçant par des viaducs.
Chacune des parkways varie largement d'une à l'autre dans sa conception. Certaines des routes comme la Sprain Brook Parkway, fonctionnent comme une autoroute alors que d'autres, comme la Seven Lakes Drive, sont des routes à deux voies non-divisées. La majorité des parkways se trouvent au sud de l'état, où le réseau a pris naissance au début du XXe siècle.

## Parkways d'État
Le réseau a d'abord débuté comme une série de voies dites rapides à l'époque (25 mph; 40 km/h) ayant quatre voies crées afin de donner un accès pittoresque depuis et autour de New York. La première section du réseau a ouvert en 1908. La plupart des routes d'alors ont été replacées et améliorées afin de permettre d'en augmenter la capacité et la vitesse permise. Pour certains segments plus récents au nord de New York, les chaussées sont typiquement divisées avec une médiane paysagée et offrent des services comme de l'essence et des toilettes. Durant les années 1930, l'urbaniste Robert Moses a développé un réseau de parkways dans la région de New York.
Les parkways sont, pour la plupart, équivalentes à des voies rapides ou des autoroutes, tout en ayant certaines particularités non-conventionnelles. D'abord, comme plusieurs de ces routes ont été construites avant que les ingénieurs civils aient l'expérience dans la construction de routes conçues pour l'automobile, plusieurs des parkways n'ont pas d'accotement. De plus, comme les ingénieurs se concentraient pour rendre les routes plus panoramiques qu'efficaces, celles-ci serpentent souvent le long d'une rivière; elles comportent donc plusieurs virages. Finalement, comme la majorité des viaducs surplombant les routes sont bas et construits en pierre décorative, ceux-ci constituent des pièges pour les véhicules de plus grandes dimensions. Ainsi, les camions, véhicules commerciaux et les autobus sont interdits de circulation sur les parkways. À Manhattan, cela a pour conséquence de diriger la presque totalité des camions sur les rues locales alors que l'île ne compte qu'un très court segment d'Interstate (Trans-Manhattan Expressway) traversant Washington Heights, un quartier du Upper Manhattan.

### Liste des parkways
| Parkway | Parkway                                      | De                          | Vers                         | Ouverture              |
| ------- | -------------------------------------------- | --------------------------- | ---------------------------- | ---------------------- |
|         | Bay Parkway                                  | Brooklyn                    | Brooklyn                     | 1892 comme 22nd Avenue |
|         | Bay Parkway                                  | Parc d'état de Jones Beach  | Parc d'état de Jones Beach   | N/A                    |
|         | Bear Mountain State Parkway                  | Peekskill                   | Cortlandt                    | 1932                   |
|         | Belt Parkway                                 | Brooklyn                    | Queens                       | 1941                   |
|         | Bethpage State Parkway                       | Massapequa                  | Parc d'état de Bethpage      | 1936                   |
|         | Bronx River Parkway                          | Bronx                       | North Castle                 | 1908                   |
|         | Cross County Parkway                         | Yonkers                     | Eastchester                  | 1947                   |
|         | Cross Island Parkway                         | Queens                      | Queens                       | 1940                   |
|         | Eastern Parkway                              | Brooklyn                    | Brooklyn                     |                        |
|         | Franklin D. Roosevelt East River Drive       | Lower Manhattan             | Upper Manhattan              | 1955                   |
|         | Grand Central Parkway                        | Queens                      | Limites de New York          | 1936                   |
|         | Harlem River Drive                           | Upper Manhattan             | Upper Manhattan              | 1964                   |
|         | Heckscher State Parkway                      | West Islip                  | Parc d'état de Heckscher     | 1959                   |
|         | Henry Hudson Parkway                         | Manhattan                   | Limites de New York          | 1937                   |
|         | Hutchinson River Parkway                     | Bronx                       | Frontière du Connecticut     | 1928                   |
|         | Jackie Robinson Parkway                      | Brooklyn                    | Queens                       | 1935                   |
|         | Korean War Veterans Parkway                  | Staten Island               | Staten Island                | 1972                   |
|         | Lake Ontario State Parkway                   | Carlton                     | Rochester                    |                        |
|         | Little Neck Parkway                          | Queens                      | Queens                       |                        |
|         | Lake Welch Parkway                           | Parc d'état de Harriman     | Parc d'état de Harriman      | 1971                   |
|         | Long Mountain Parkway                        | Parc d'état de Harriman     | Parc d'état de Bear Mountain |                        |
|         | Loop Parkway                                 | Lido Beach                  | Parc d'état de Jones Beach   | 1934                   |
|         | Meadowbrook State Parkway                    | Parc d'état de Jones Beach  | Westbury                     | 1934                   |
|         | Mosholu Parkway                              | Bronx                       | Parc Van Cortlandt           | 1937                   |
|         | Niagara Scenic Parkway                       | Niagara Falls               | Porter                       |                        |
|         | Northern State Parkway                       | Limites de New York         | Hauppauge                    | 1931                   |
|         | Ocean Parkway                                | Brooklyn                    | Brooklyn                     |                        |
|         | Ocean Parkway                                | Parc d'état de Jones Beach  | Parc d'état de Captree       |                        |
|         | Palisades Interstate Parkway                 | Fort Lee, New Jersey        | Parc d'état de Bear Mountain | 1958                   |
|         | Pelham Parkway                               | Bronx                       | Pelham Bay Park              | 1911                   |
|         | Prospect Mountain Veterans Memorial Highway  | Lake George                 | Prospect Mountain            | 1969                   |
|         | Robert Moses Causeway                        | Parc d'état de Robert Moses | West Islip                   |                        |
|         | Rockaway Parkway                             | Brooklyn                    | Brooklyn                     |                        |
|         | Sagtikos State Parkway                       | West Islip                  | Commack                      | 1952                   |
|         | Saw Mill River Parkway                       | Limites de New York         | Bedford                      | 1954                   |
|         | Seven Lakes Drive                            | Sloatsburg                  | Parc d'état de Bear Mountain |                        |
|         | Southern State Parkway                       | Valley Stream               | West Islip                   | 1949                   |
|         | Sprain Brook Parkway                         | Yonkers                     | Hawthorne                    | 1961                   |
|         | Sunken Meadow State Parkway                  | Commack                     | Parc d'état de Sunken Meadow | 1957                   |
|         | Taconic State Parkway                        | North Castle                | East Chatham                 | 1925                   |
|         | Wantagh State Parkway                        | Parc d'état de Jones Beach  | Westbury                     | 1929                   |
|         | Whiteface Mountain Veterans Memorial Highway | Wilmington                  | Whiteface Mountain           | 1935                   |